# SMS Derfflinger
SMS Derfflinger var en tysk slagkryssare i Kaiserliche Marine under det första världskriget som namngivits efter Brandenburgs fältmarskalk Reichsfreiherr Georg von Derfflinger som stred i det Trettioåriga kriget. Hon var det namngivande fartyget i sin klass, där hennes systrar var SMS Lützow och SMS Hindenburg.